# Formosat-1
Formosat-1 (福爾摩沙衛星一號, bis Dezember 2004 ROCSAT-1) ist ein Erdbeobachtungssatellit der Formosat-Serie. Er wird von der taiwanischen Weltraumorganisation National Space Organization betrieben und ist der erste Satellit der Republik China (Taiwan).
Der Start erfolgte am 16. Januar 1999 mit einer Athena-I-Rakete von Startrampe 46 der Cape Canaveral Air Force Station in Florida.
Hauptaufgabe des Satelliten ist die Beobachtung der Ozeane und Erforschung der Ionosphäre.